# Jogos de código aberto

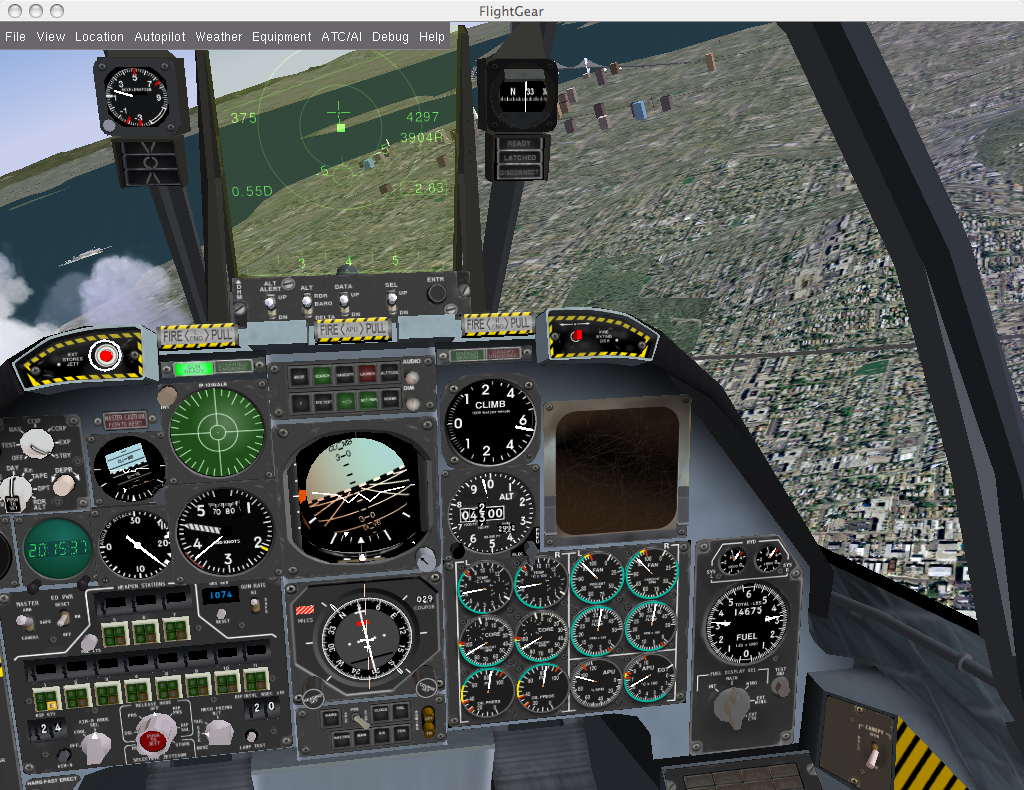
FlightGear - Um Simulador de Voo

Jogos de código aberto são jogos dos quais o seu código está disponível. Geralmente eles são distribuídos livremente e algumas vezes são multiplataforma. Inclusive, muitos deles são incluídos em distribuições Linux. Jogos de código aberto que são software livre e contém conteúdo exclusivamente livre são também chamados de jogos livres. Todos os jogos livres são código aberto, mas nem todo jogo de código aberto é livre.
No geral, jogos de código aberto são desenvolvidos por grupos pequenos de pessoas no seu tempo livre, e o lucro não é o foco principal. Quase todos os jogos de código aberto são projetos executados por voluntários, e como tal, desenvolvedores de jogos livres geralmente são hobistas e entusiastas. A consequência disso é que jogos de código aberto geralmente levam mais tempo para se tornarem maduros, e nem sempre tem a qualidade de jogos profissionais. Um dos desafios de construir conteúdo de alta qualidade para jogos é que requer ferramentas caras como modeladores 3D ou um conjunto de ferramentas para level design. Se bem que o Blender é uma das ferramentas de software livre que está ajudando a mudar esta realidade.
Alguns projetos de código aberto são baseados em jogos que deixaram de ser proprietários, do qual o código foi lançado como software de código aberto, enquanto que o conteúdo do jogo (como gráficos, áudio e níveis) podem ou não estar sob uma licença livre. Exemplos incluem Warzone 2100 (Estratégia em tempo real) e Micropolis (um simulador de construção de cidades baseado no código-fonte do SimCity). A vantagem da continuação desses projetos é que eles já estão "completos" com gráficos e áudio disponíveis, e portanto os autores podem focar em portabilidade, consertando bugs ou fazendo mods.

## História

### Início e os primeiros jogos

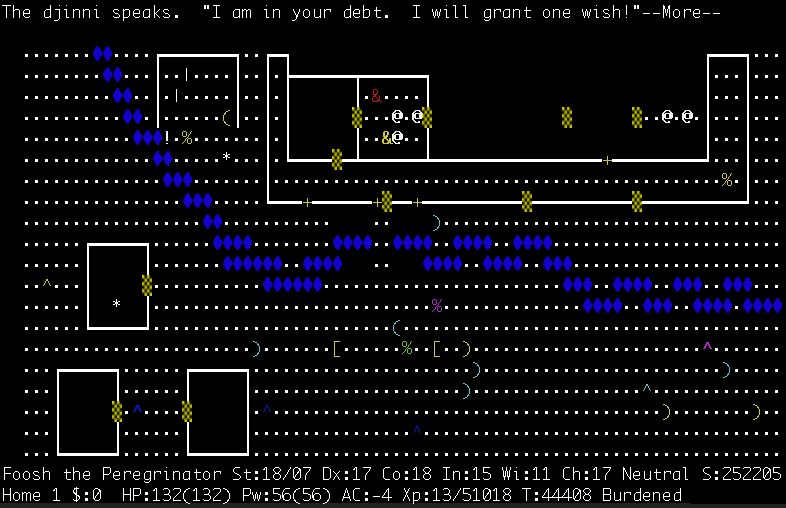
NetHack

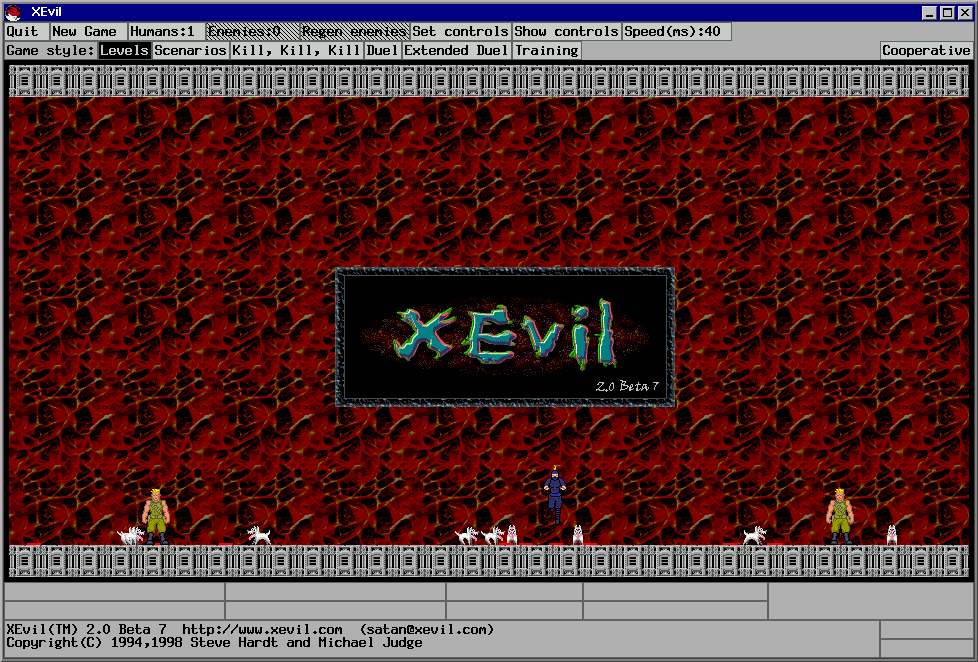
XEvil

Assim como na maioria das outras formas de software, o software livre tinha uma ocorrência inconsciente durante a criação dos primeiros jogos, particularmente em relação aos primeiros jogos para Unix. A maioria era composta de originais ou clones de arcade e aventuras em modo texto. Um notável exemplo disso são os BSD Games, uma coleção de títulos de ficção interativa. Comunidades de fãs de jogos, tais como a comunidade de modding incluem alguns aspectos de software livre, como o compartilhamento de mods através de sites de comunidades, às vezes com a liberdade de usar a mídia feita para as modificações. Com a ascensão do software proprietário em meados da década de 1980, os jogos se tornaram cada vez mais proprietários. No entanto, isso também levou aos primeiros jogos deliberadamente gratuitos como o GNU Chess do Projeto GNU, parte do objetivo de criar um sistema de software livre completo, incluindo jogos. Projetos mais avançados de jogos começaram a surgir, como o NetHack e Netrek, muitos ainda estão sendo desenvolvidos e são jogados hoje em front-ends como o Vulture's Eye.
Jogos de PC começaram a nascer no final da década de 1980 e início de 1990, jogos livres também avançaram. Jogos mais complicados que utilizam o X Window System para gráficos começaram a surgir, assinando com a letra X. Estes incluíram XBill, XEvil, xbattle, Xconq e XPilot. XBill é notável como um dos primeiros títulos de jogos gratuitos para caracterizar um tema ativista de travar a adoção de software proprietário. Este tema foi ecoado em títulos posteriores, como FreedroidRPG. XEvil seguiu o ciclo de desenvolvimento com muitas partes de software livre, tendo sido originalmente desenvolvido como um projeto universitário, embora fosse gratuito por um tempo. O jogo também foi um dos primeiros títulos gratuitos que caracterizou assuntos controversos, como violência e o uso de drogas. Rocks'n'Diamonds é outro jogo de software livre antigo, e um dos primeiros para Linux.
O projeto do FreeCiv iniciou em 1995 e deu origem a um novo estilo de desenvolvimento de jogos grátis. Semelhante à natureza cooperativa do desenvolvimento do Kernel Linux, FreeCiv foi estendido por muitos voluntários, em vez de apenas um ou dois autores. Ele tinha começado como um projeto universitário pequeno, mas, em seguida, ramificou-se em sua forma atual e ainda está sendo desenvolvido hoje. FreeCiv também provou ser um dos primeiros fenômenos de jogos livres, e foi um dos primeiros a ser incluído com distribuições de Linux, um sistema comumente conhecido agora como uma fonte de revisores ou de seleção de qualidade para projetos de jogos gratuitos. Revistas, fontes de notícias e sites também começaram a notar jogos gratuitos, muitas vezes em listas. FreeCiv e outros arquétipos têm levado ao desenvolvimento de muitos outros clones de jogos proprietários populares. BZFlag, começou a funcionar alguns anos antes, é outro projeto que teve um começo humilde, mas cresceu e se tornou um projeto popular e fortemente desenvolvido.

### Jogos e lançamentos de origem 3D

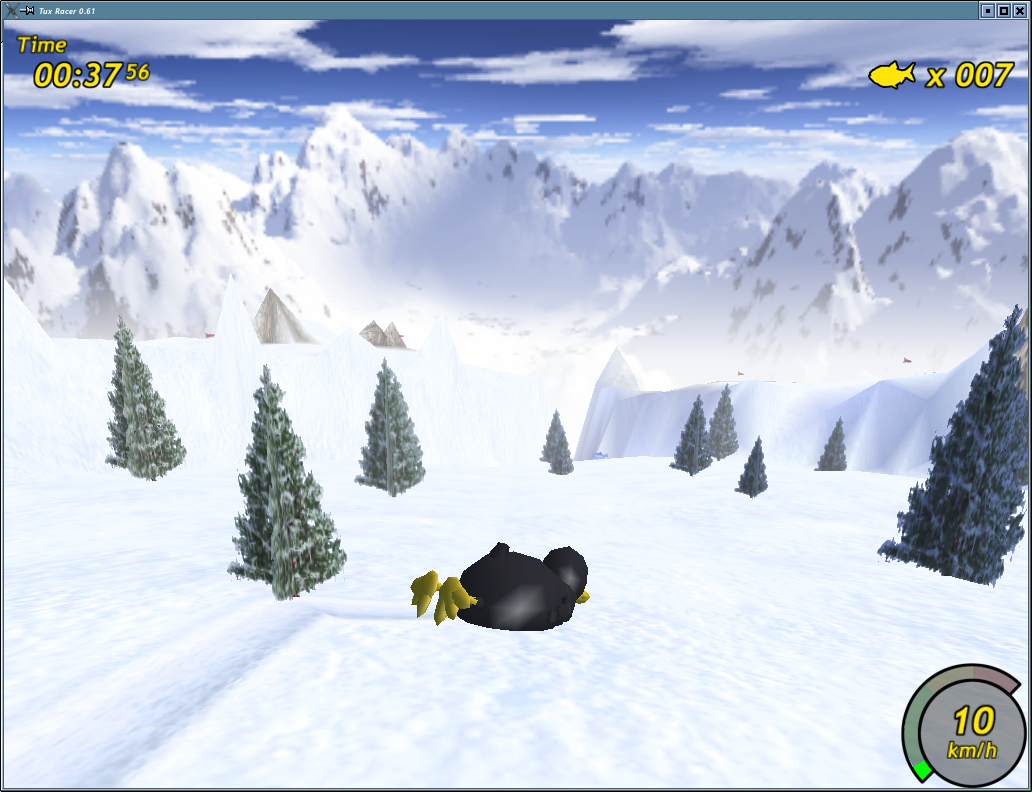
Tux Racer

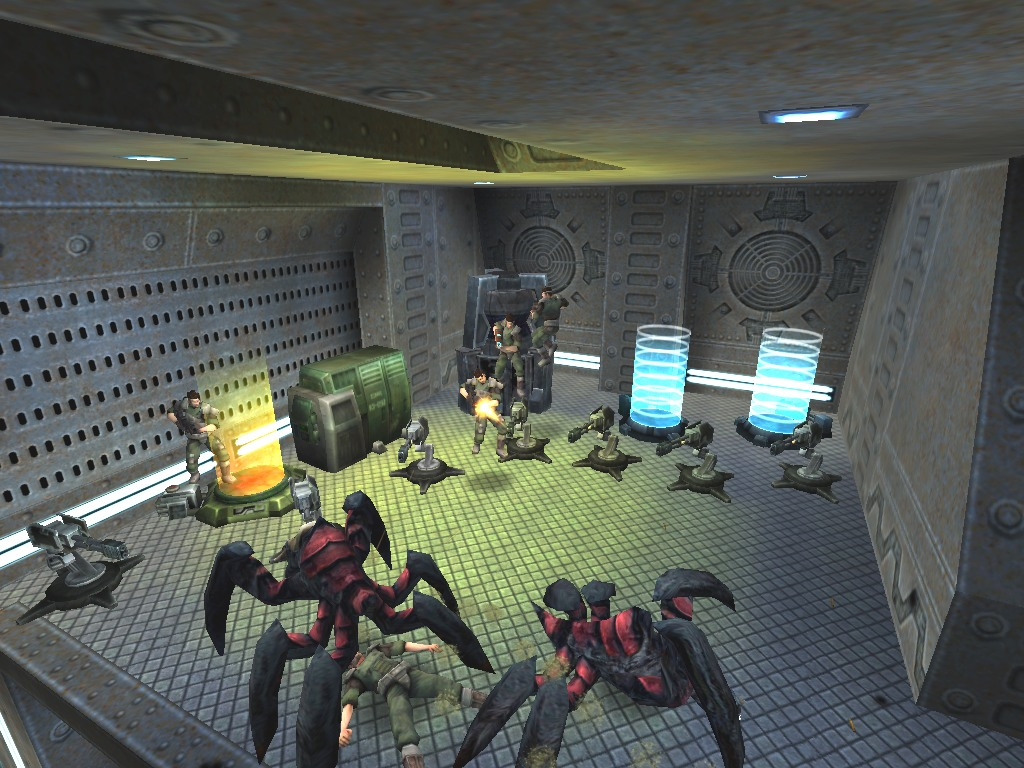
Tremulous

Jogos proprietários, como Doom e Descend trouxeram a era dos jogos tridimensionais no início da metade da década de 1990, e jogos livres começaram a ser trocados entre si. Tuxedo T. Penguin: A Quest for Herring por Steve Baker, um jogo com o mascote do Linux: Tux, foi um dos primeiros exemplos de um jogo de  software livre tridimensional. Ele e seu filho Oliver vieram a criar outros jogos 3D livres e populares e clones como o TuxKart e contribuir para desenvolver outro, como o Tux Racer. O projeto do motor Genesis3D, Crystal Space e Cube também gerou outros motores de software livre em 3D e jogos. FlightGear é outro bom exemplo, especialmente observando que ele não é um motor de shooter, mas um simulador de voo.
A id Software, uma nova participante na produção de jogos comerciais para Linux, também viria a ser uma das primeiras a suportar jogos livres quando John D. Carmack liberou o código fonte para o Wolfenstein 3D e Doom, primeiro sob uma licença personalizada e, em seguida, mais tarde, sob a GPL. Este foi seguido pelo lançamento do motor de Quake, id Tech 2, id Tech 3 e, mais recentemente id Tech 4. Isso não levou apenas a criar ports de código-fonte que permitiram a reprodução dos jogos não-livres com base nesses motores (além de fãs que adicionaram melhorias) em motores livres e sistemas, mas também para novos jogos grátis, como: Freedoom, Nexuiz/Xonotic, Tremulous, e OpenArena. Jogos freeware, como CodeRED: Alien Arena, Warsow, World of Padman e Urban Terror, também se aproveitaram desses motores livres e, por vezes, ter dado código de volta para a comunidade. O id Tech 4 foi lançado como software livre, mesmo entre as preocupações de patentes da Creative Labs. Ferramentas de desenvolvimento e edição também são comumente liberadas livremente, como o GtkRadiant.
Os parceiros da id e afins (id partners), como Raven Software, Bungie Software e 3D Realms, bem como vários dos desenvolvedores que participaram do Humble Indie Bundle, também lançaram código e agora isto é uma prática aceite para alguns desenvolvedores de jogos mainstream de lançar código-fonte legado. Antigamente, jogos proprietários como: Jump 'n bump, Meritous, Warzone 2100, HoverRace e Abuse, foram totalmente liberados gratuitamente recursos multimídia e níveis. Alguns jogos são na sua maioria software livre, mas contém algum conteúdo proprietário como a sequência de Cube, Sauerbraten, ou o antigo Quake III Arena com o mod Smokin' Guns, mas alguns desenvolvedores desejam e/ou trabalham para substituir estes com conteúdo gratuito. Principalmente desenvolvedores proprietários também têm ajudado os jogos livres, criando bibliotecas livres.
A Loki Software ajudou a criar e manter a Simple DirectMedia Layer e as bibliotecas do OpenAL e também a Linux Game Publishing (LGP) criando e mantendo a camada de rede livre Grapple. A LGP também evita a publicação de jogos semelhantes a títulos gratuitos populares. Muitas bibliotecas/infraestruturas foram criadas sem assistência corporativa, no entanto, como o sistema de jogo online GGZ Gaming Zone. Além disso, vários criadores de jogos são software livre, como o ZZT remake do MegaZeux, versões do Editor de Jogo, o Game Maker, inspirado no G-Creator, Godot, Construct e ZGameEditor.

### Crescendo em popularidade e diversidade

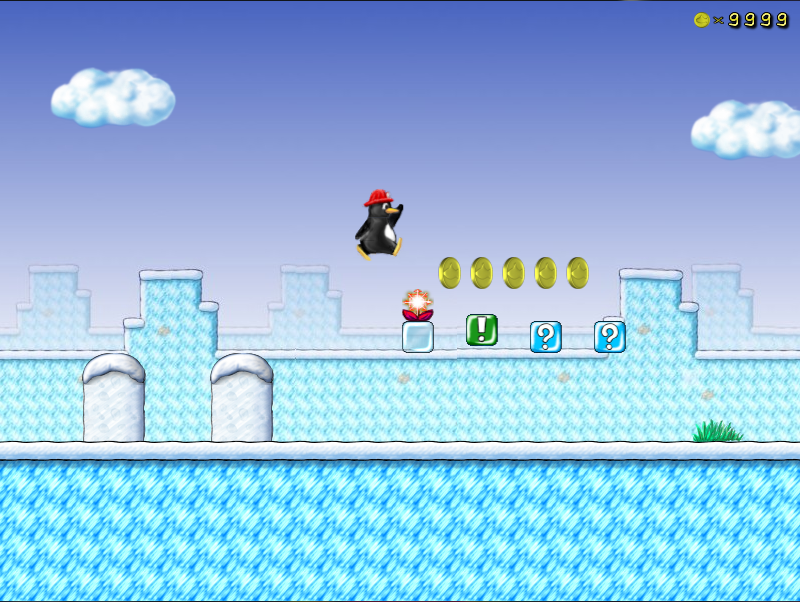
SuperTux

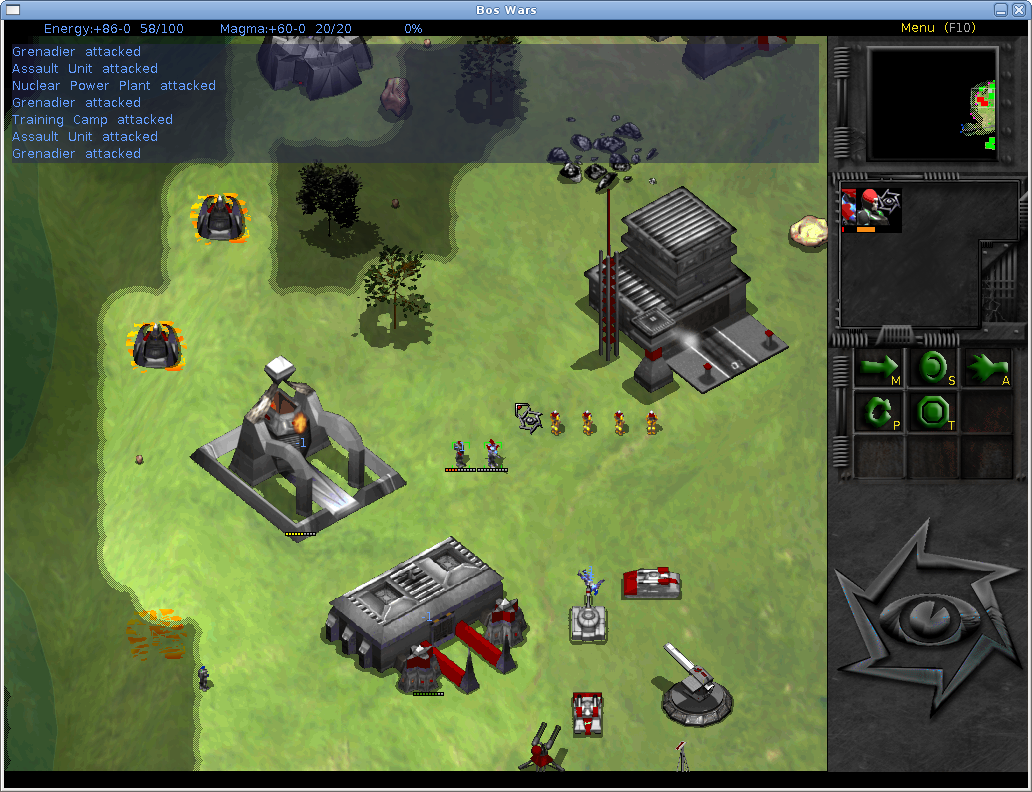
Bos Wars

Os indivíduos e as equipes continuaram criando muitos jogos populares de software livre, a começar realmente no final dos anos 1990 até os dias atuais. Muitos deles são clones, como Pingus (clone do Lemmings), SuperTux e Secret Maryo Chronicles (inspirados nos jogos do Super Mario Bros), WarMUX e Hedgewars (Worms), bem como Frets on Fire, que é uma recriação de Guitar Hero. Um número desses jogos e os mencionados anteriormente e posteriormente nesta seção têm recebido cobertura da imprensa dominante e têm ajudado a estabelecer jogos livres como um passatempo moderadamente popular, mesmo se apreciado na sua maioria por usuários de Linux e BSD. Frozen Bubble, originalmente um clone do Puzzle Bobble, se tornou um clássico conhecido pela sua jogabilidade viciante e foi eleito vencedor de muitos prêmios da Linux Journal por seus leitores. Estes jogos e outros também ajudaram a expandir o gênero Tux, com títulos como A Quest for Herring e estão relacionados com o conteúdo ativista de jogos como XBill. Mais jogos exclusivos como Neverball, outro título de 3D, também têm sido capazes de esculpir seus próprios nichos.
Jogos de estratégia também têm sido uma força predominante em jogos de software livre, em parte devido à falta de jogos de estratégia proprietárias para sistemas operacionais de software livre em comparação com outros gêneros como first-person shooters e jogos de RPG. FreeCiv começou a tendência, e foi seguido por outros títulos de clones como o FreeCol, LinCity e Widelands. O projeto Stratagus começou como uma tentativa de recriar o motor proprietário do Warcraft II, sob o nome FreeCraft. A Blizzard Entertainment enviou uma carta em 2003 para desistirem do nome "craft" em comparação à Warcraft e StarCraft. Embora o jogo livre de estratégia anteriormente chamado CRAFT: The Vicious Vikings, compartilhou o nome de "craft" sem controvérsia.
Com o novo, legalmente inofensivo nome Stratagus, a equipe começou a trabalhar em um novo jogo de estratégia chamado Bos Wars. O desenvolvimento sobre este jogo ainda continua, assim como o moderno Warcraft II Wargus. Outras ramificações de jogos fora do projeto do motor como o Battle for Mandicor e o projeto Astroseries e a tentativa de um port de StarCraft chamado Stargus. Após o exemplo Stratagus, foram desenvolvidos outros jogos de estratégia em tempo real, tais como Globulation 2, no qual experimentos com o gerenciamento de mecânica do jogo resultou no 0 A.D., um ex-projeto freeware, além dos projetos 3D Spring e Glest. Além disso, o jogo de estratégia mais economicamente dirigido, chamado Widelands, se baseia sobre a franquia proprietária The Settlers.
Jogos de corrida, outro gênero comercial incomum no Linux, também foi visto se desenvolver com TORCS e VDrift, bem como o Mario Kart que inspirou o  SuperTuxKart. WorldForge é outro exemplo da crescente diversificação, em sua tentativa em criar um MMORPG gratuito. O software livre é também a principal fonte de software educacional e de softwares para o público infantil e geralmente são específicos para Linux, utilizando o apelo infantil do mascote Tux, como Tux Paint, Tuxmath, Tux Typing e esforços relacionados.

### Grande organização

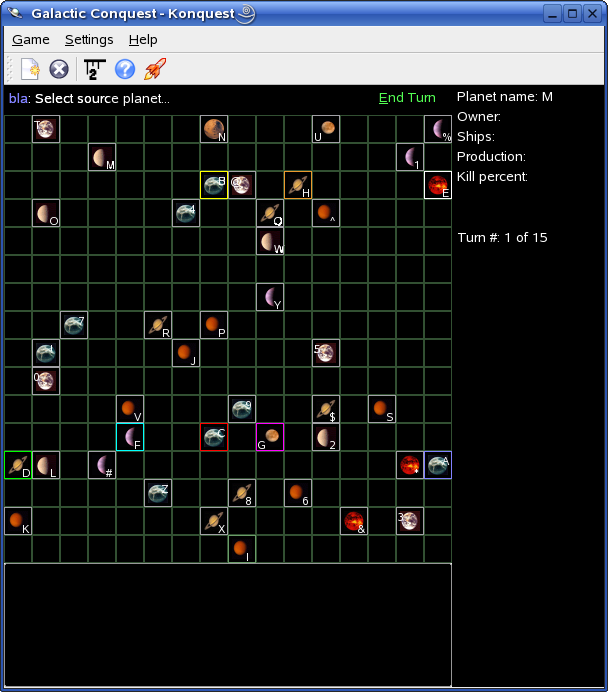
Konquest

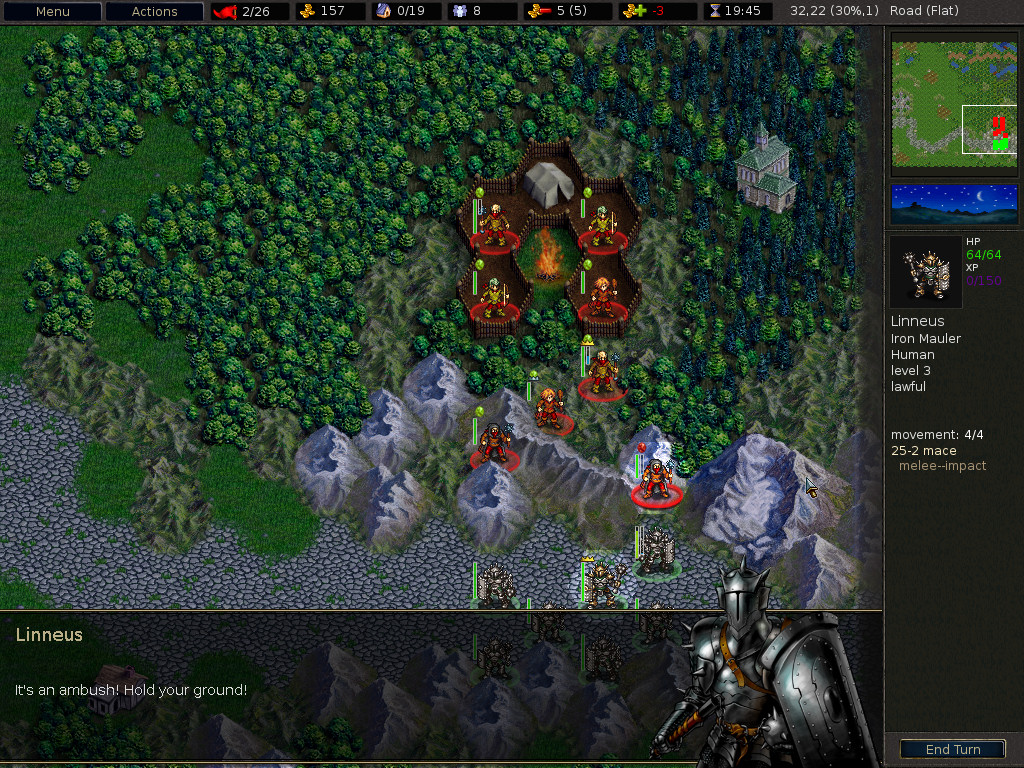
Battle for Wesnoth

Apesar de suas raízes iniciais como pequenos projetos privados, a cena dos jogos de software livre foi se tornando cada vez mais organizada. As raízes desse projeto têm ido tão longe quanto os jogos criados para o Projeto GNU e aos projetos de software originais de maior escala gratuitos como o FreeCiv. Ainda assim, em sua maior parte o desenvolvimento de jogos livres, tinha muito pouca organização ao longo de sua história. Jogos populares foram esforços geralmente separados, exceto para os casos de pessoas que trabalham neles, conhecidos por outros projetos, como Ingo Ruhnke, Bill Kendrick e Steve Baker. Jogos eram comumente encontrados em diretórios como o The Linux Game Tome e Freshmeat (atual Freecode) e hospedado em sites como o SourceForge, mas eles foram em grande parte reunidos somente na forma de listas desorganizadas. Outros projetos e jogos existiram puramente em pequenos sites pessoais ou de projetos isolados, muitas vezes desconhecidos e ignorados.
O lançamento dos projetos de desktop GNOME e KDE no final de 1990 foram de aplicações organizadas e, em certa medida, de desenvolvimento de jogo. Ambas as tentativas para criar um desktop Linux mais usável atraiu voluntários para fazer utilitários para esse fim. Estes programas incluíndo os jogos, principalmente recriações de pequenos jogos como Campo Minado ou Paciência que vêm com o Microsoft Windows, clássicos do arcade e os jogos, a partir de pacotes combinados, como o Microsoft Entertainment Pack, e ocasionalmente ideias originais. A variedade e quantidade destes jogos, e outros gratuitos facilmente encontrados em repositórios de software, têm mesmo levado alguns a chamar o GNOME ou KDE no Linux de uma opção melhor "fora da caixa" de jogos casuais do que o Microsoft Windows. Os exemplos incluem gbrainy, Gnomine e KAtomic. Muitos desses jogos são empacotados dentro do GNOME Games e do kdegames. A disponibilidade de motores de jogos gratuitos, como Stratagus, Pygame, Sauerbraten e o mais proeminente ioquake3 também têm ajudado a unificar o desenvolvimento de software livre, fazendo projetos de motores de jogos próprios se tornarem centros de atividades para jogos que fazem uso deles.
O projeto do The Battle for Wesnoth foi iniciado em 2003 e rapidamente se tornou popular para ambos: jogadores e editores. Ele também apresentou algumas ideias novas quando se tornou um desenvolvimento de jogo livre. Como FreeCiv, antes disso, ele utilizou os esforços do jogo e da comunidade de software livre e seu código, as contribuições de níveis e trabalhos artísticos, também aceitou contribuições de enredo, além de ideias para todo o universo ficional do jogo. O cânone do jogo é mantido por meio de revisão e discussão sobre quais as campanhas submetidas se tornarão oficiais, assim estabelecendo um modelo para a participação da comunidade e os resultados organizados. Isso ajudou o jogo a crescer em escala e popularidade ao ponto de se tornar quase uma saga. Além disso, no projeto trabalham programadores, artistas, designers e músicos muito bem conhecidos da cena do software livre, como o cofundador da Open Source Initiative Eric S. Raymond, e o hacker do kernel Linux, Rusty Russell. Vega Strike permitiu de modo selhante à sua comunidade para expandir o jogo e o folclore em torno dele.

### Hubs e Equipes de Desenvolvimento

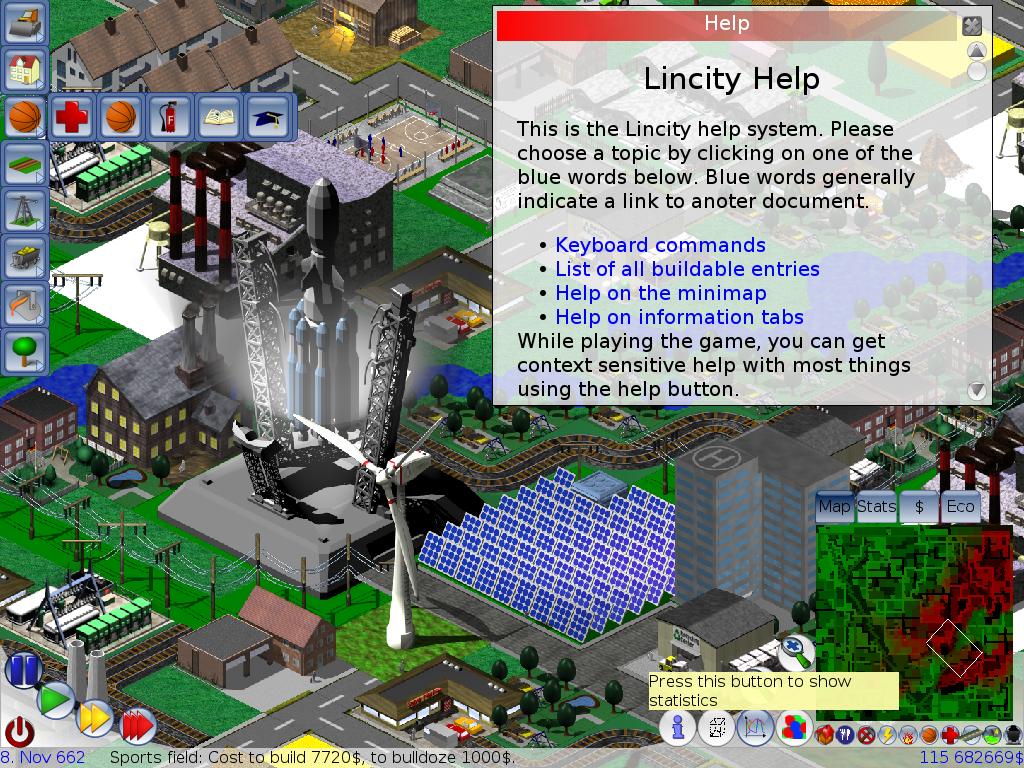
LinCity-NG

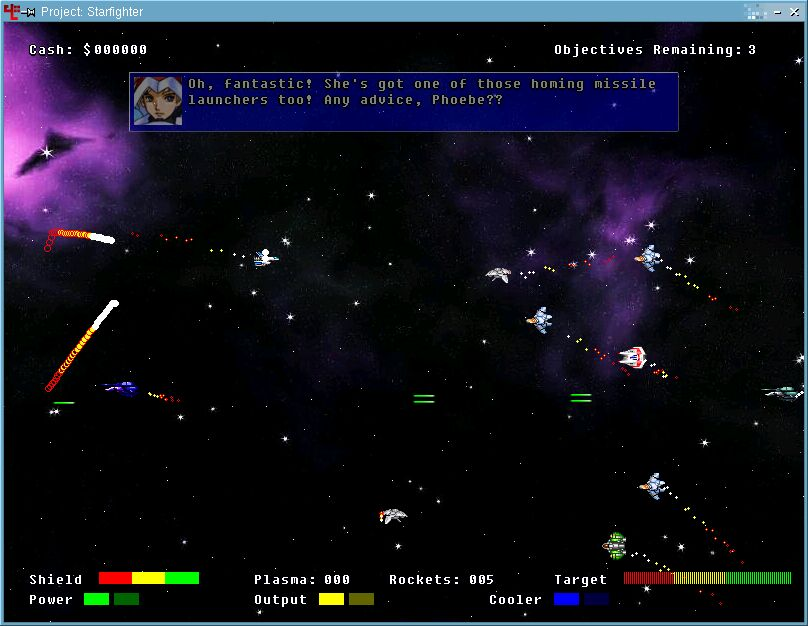
Project Starfighter

Mais recentemente as equipes de desenvolvimento de software livre começaram a aparecer, os grupos que funcionam como empresas de software e criam múltiplos trabalhos. Os exemplos incluem o desenvolvimento de Realidades Paralelas, que lançaram os jogos do Projeto: Starfighter, The Legend of Edgar, Blob Wars: Metal Blob Solid, bem como a sua sequência, Blob Wars: Blob and Conquer.
Nos últimos anos, repositórios de conteúdo, tais como o OpenGameArt.org e o The Freesound Project permitiram a desenvolvedores encontrar facilmente o conteúdo licenciado em vez de depender de um programador de arte. Tal conteúdo é muitas vezes licenciado sob a Creative Commons ou as da família GNU (Licença Pública Geral), facilitando o uso pela maioria dos projetos de software livre.
A equipe do The Linux Game Tome, o "Jogo do Mês" foi um grupo aberto de desenvolvedores de jogos que renovou antigos jogos livres. Alguns exemplos incluem a transformação do TuxKart para o mais moderno SuperTuxKart, o trabalho em Pingus, SuperTux e LinCity-NG, uma versão atualizada do LinCity com gráficos superiores.

### Portais
- Portal dos jogos eletrônicos
- Portal do software livre